# Mondolfo
Mondolfo ist eine italienische Gemeinde mit 14.325 Einwohnern (Stand 31. Dezember 2023) im äußersten Osten der Provinz Pesaro und Urbino, auf den Hügeln oberhalb des Flusses Cesano in den Marken.
Mondolfo grenzt mit einer Länge von über 20 Kilometern innerhalb der Provinz Pesaro an die Gemeinden Fano und San Costanzo, sowie an die Provinz Ancona mit den Gemeinden Senigallia und Trecastelli und östlich an das Adriatische Meer. Es war die günstige Position, die Mondolfo vor den Angriffen der Barbaren und Korsaren schützte und die Herzöge Della Rovere aus Urbino veranlasste, eine der bis heute schönsten und sichersten Festungen zu errichten. Bis heute, in Erinnerung an diese Zeit, ist die herzogliche Krone im Stadtwappen. Mondolfo ist innerhalb der Provinz Pesaro-Urbino die viertgrößte Gemeinde und Mitglied der Vereinigung I borghi più belli d’Italia (Die schönsten Orte Italiens).

## Sehenswürdigkeiten
- Chiesa S.Agostino (1586–1593)
- Convento di S. Agostino (XVII sec)
- Chiesa di S. Giustina (ca. 1760)
- Chiesa di S. Giovanni (XVII sec)

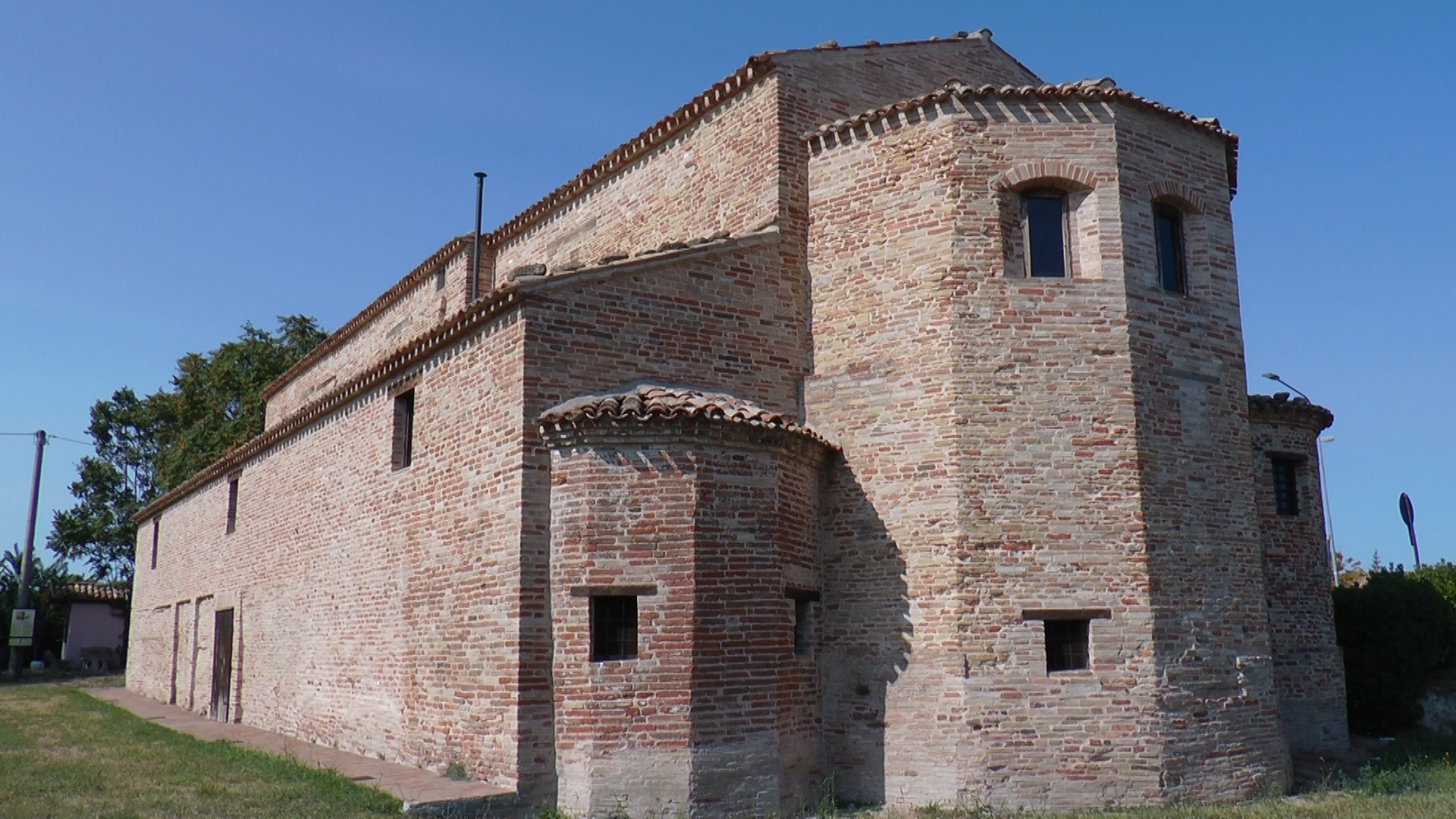
Abbazia di San Gervasio

- Palazzo Giraldi Della Rovere (XVI sec)
- Palazzo Peruzzi (XVI sec)
- Parco della Rimembranza e monumento (1925) Belvedere

- Abbazia di S. Gervasio (V-VI sec)
- Fonte Grande (XX sec)
- Memoria della Fisarmonica

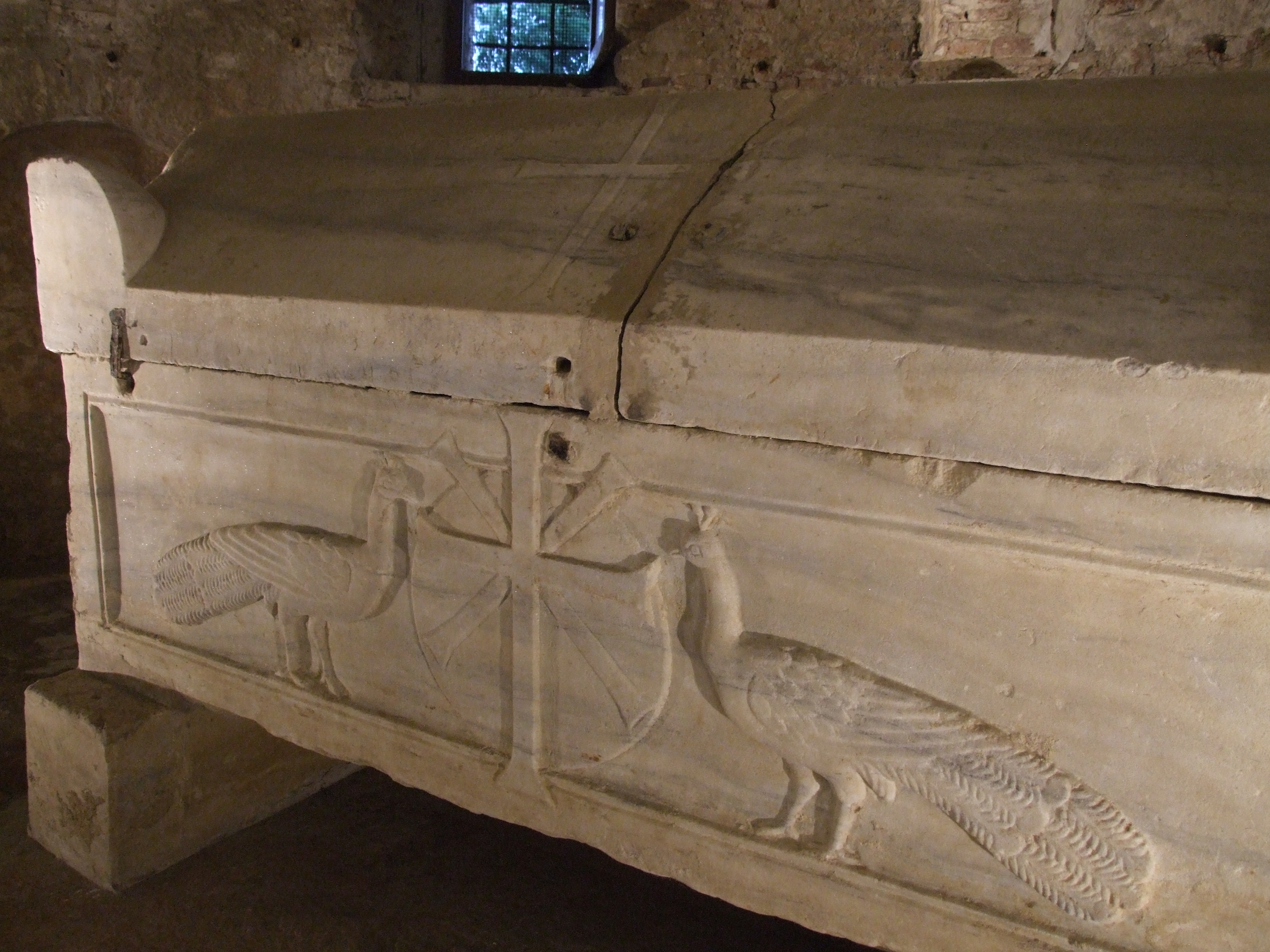
Sarkophag in der Krypta von San Gervasio

- Kirche und Kloster S. Sebastiano (1738–1760)
- Santuario della Madonna delle Grotte (1682).
- Bastione Sant’Anna und Giardino Martiniano (XVI sec)

## Gemeindepartnerschaften
Seit 1980 besteht eine Partnerschaft mit der Gemeinde Romont in der Schweiz und seit 2007 eine Partnerschaft mit Iffezheim im Landkreis Rastatt am Oberrhein.